# Sneakernet

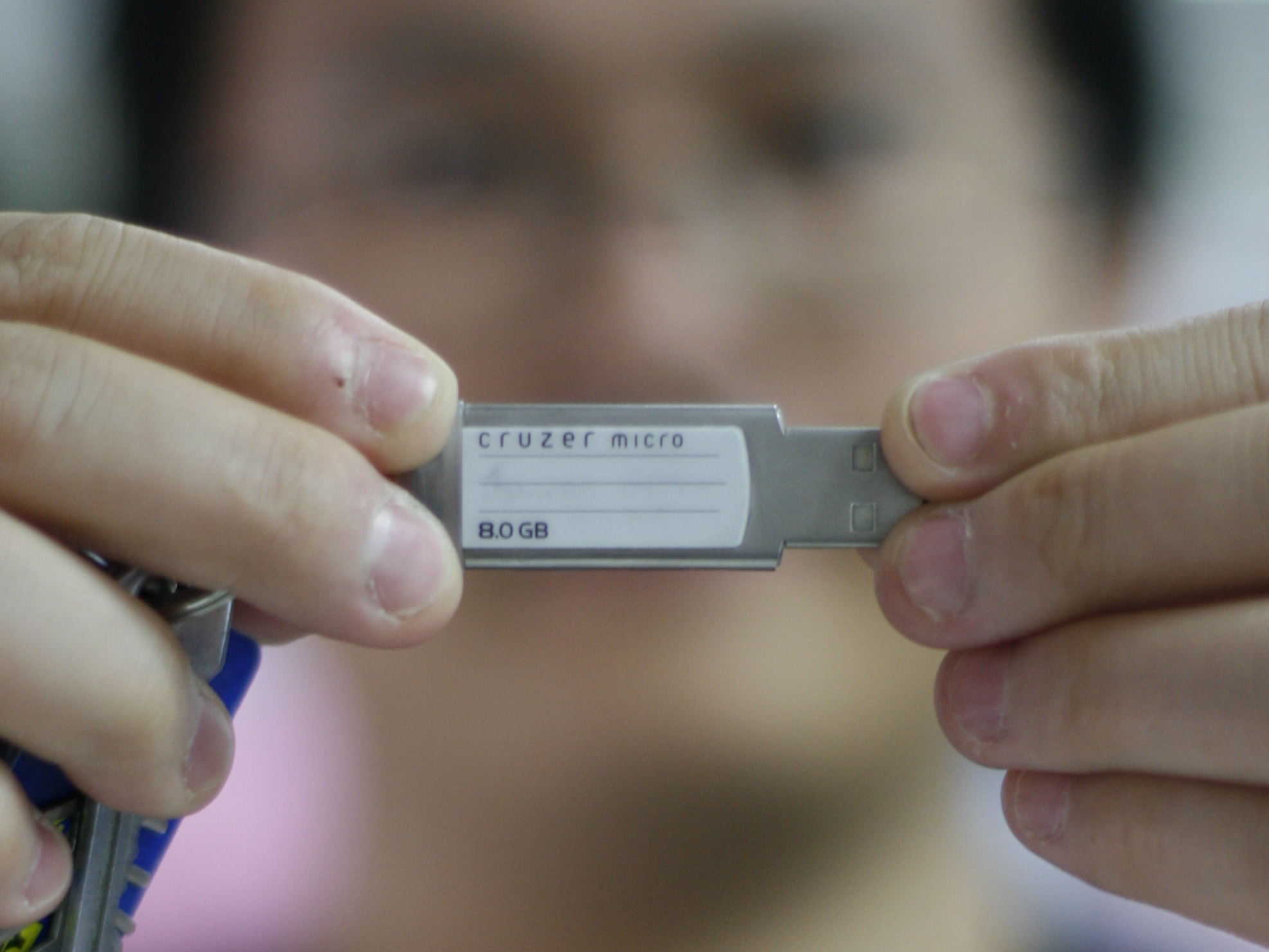
USB flash disk umožňuje přenos dat mezi jednotlivci bez použití Internetu

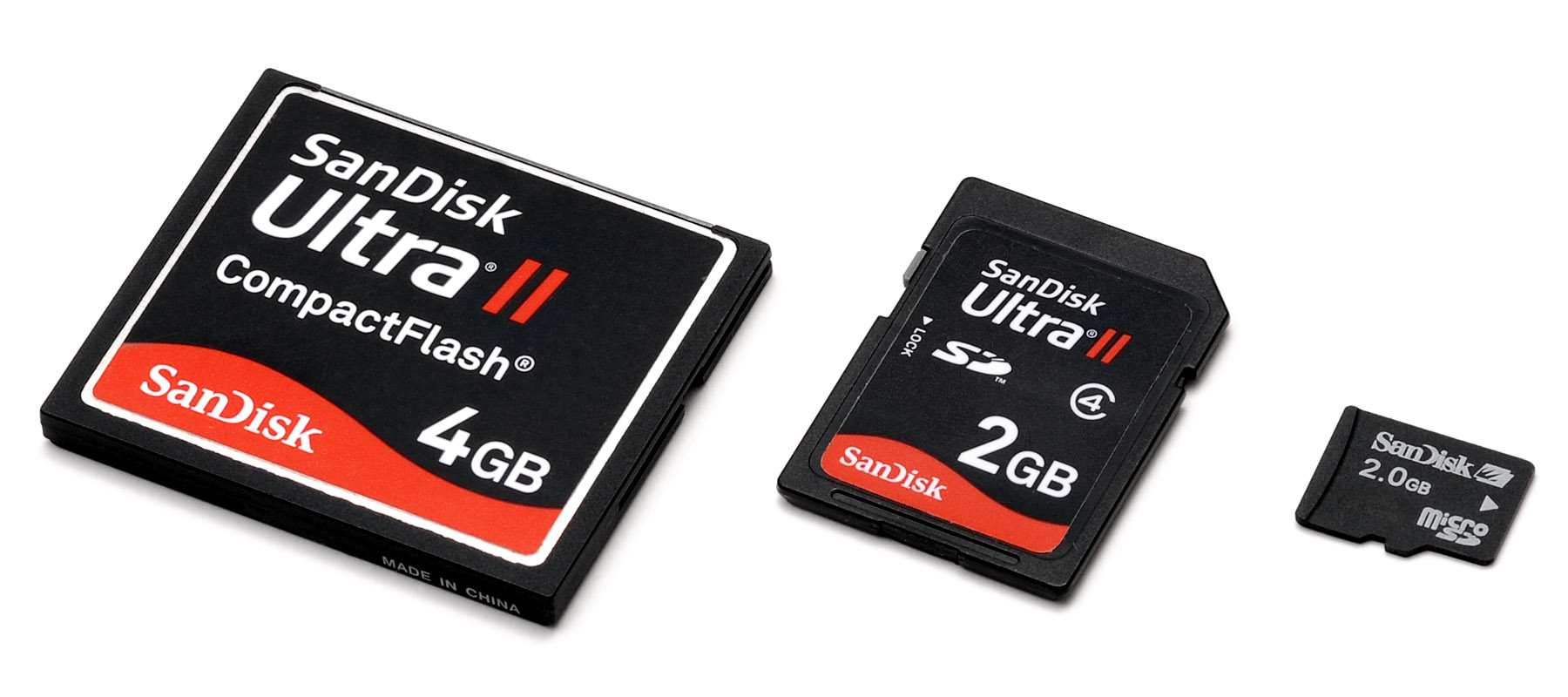
Paměťové karty jsou populární fyzické médium pro přenos souborů. S vývojem technologie se jejich rozměr zmenšuje.

Sneakernet je v informatice neformální a ironický termín popisující přenos elektronických informací, zejména počítačových souborů, fyzicky přenositelnými vyměnitelnými médii, jako jsou magnetické pásky, diskety, kompaktní disky, USB flash disky (flash disky, USB klíčenky) nebo externí pevné disky z jednoho počítače do jiného, obvykle namísto předávání informací přes počítačové sítě.

## Shrnutí
Sneakernets, jinak také trainnets nebo pigeonnets, jsou výrazy používané v celém počítačovém světě. Sneakernets mohou být použity pro počítačové sítě, které jsou pro majitele neúnosně drahé na údržbu, v prostředí náročném na bezpečnost, kde je nutná manuální kontrola (pro reklasifikaci informací), kde musí být data sdílena mezi sítěmi s různou úrovní bezpečnostního prověření, kde je přenos dat nepraktický - vzhledem k omezené šířce pásma, když je hostující notebook neslučitelný s lokální sítí, když dva počítače nejsou napájeny současně nebo chybějí správné propojovací kabely. Vzhledem k tomu, že sneakernets využívá fyzické médium, musí být vzata v úvahu různá bezpečnostní opatření pro předávání citlivých informací.
Tato forma přenosu dat je také použita pro peer-to-peer (nebo friend-to-friend) sdílení souborů a je čím dál populárnější v metropolitních oblastech a vysokoškolské komunitě, někdy za účelem distribuce autorských děl.
Jednoduchost tohoto systému byla usnadněna dostupností USB externích pevných disků, USB flash disků a přenosných hudebních přehrávačů.
United States Postal Service také nabízí Media Mail služby pro kompaktní disky a další položky. To poskytuje životaschopný způsob dopravy na dlouhé vzdálenosti využitím sneakernetu. Pokud se posílá dostatečně velký pevný disk nebo více DVD, propustnost (množství dat za jednotku času) může příznivě konkurovat jiným metodám přenosu dat.

## Teorie
Z hlediska teorie informace, sneakernets může dosáhnout obrovské propustnosti, ale trpí vysokou latencí. Propustnost sítě je přímo úměrná velikosti přenášeného souboru(ů). Latence je založena na množství času, je zapotřebí plně zpracovat žádost o informace. Latence by měla zahrnovat čas potřebný k zápisu na paměťová média a čas na cestování z bodu A do bodu B.
Například: Alice žádá Boba, aby ji poslat na DVD (4.7 GB) informace. Přes Internet může být latence souboru v řádu milisekund—Alice začne přijímat informace téměř okamžitě—ale na skromném širokopásmovém připojení může být rychlost stahování 50 kB/s, což může trvat až jeden den. Na druhou stranu, Bob mohl informace vypálit na DVD a doručit ho Alici za hodinu. Latence byla hodinu, ale propustnost převodu je zhruba rovna rychlosti přenosu 1305 kB/s.
Teoretická kapacita Airbusu A380 plného microSD karet je 91,000,000 Terabajtů, což má za následek 5.284 PB/s letu z New Yorku do Los Angeles.
Podobný příklad - v roce 2016 je k dispozici formát LTO-7 s kapacitou 6 TB (nejvyšší kapacita zálohovací pásky). Pokud je tato páska o této kapacitě zaslána přes noc poštou a dorazí přibližně 20 hodin poté, co byla poslána, efektivní rychlost přenosu činí 664 Mbit/s. V síťové technologii by bylo velmi obtížné dosáhnout tohoto rozsahu rychlosti přenosu na tuto vzdálenost bez nákladných spojení, muselo by se pravděpodobně použít několik hopů a mít připojení, které není přetížené.
Sneakernet může být použit také v tandemu s počítačovou síti pro zvýšení zabezpečení dat. Například, soubor nebo kolekce souborů může být zašifrována a odeslána přes Internet, zatímco šifrovací klíče jsou vytištěny a doručeny osobně nebo poštou. Tato metoda výrazně snižuje možnost individuálního zachycení obou klíčů a zašifrovaných dat.
Další způsob využívání sneakernetu společně se síťovými přenosy je poskytnutí počáteční plné zálohy jako základny pro přírůstkové zálohy. V případě velkého (několik TB) datasetu, který roste jen pár megabajtů denně, počáteční stažení údajů, které mají být zálohovány, by vyžadovala nepřiměřeně dlouhou dobu nahrání přes síť. Jedním z řešení je, aby se místní kopie údajů fyzicky přemístily do vzdáleného umístění a doplnily denní inkrementální zálohování přes síť.

## Příklady použití
Když se Austrálie připojila k Usenet v roce 1983, obdržela články pomocí pásek poslaných ze Spojených států do Univerzity v Sydney, které šířily údaje do desítky dalších počítačů ve státní Unix síti.
V květnu 2011 při zátahu na Usámu Bin Ládina se ukázalo, že používá řadu USB flash disků pro ukládání svých e-mailových konceptů. Kurýr pak měl uložené e-maily vzít do nedaleké internetové kavárny a poslat je požadovanému příjemci.
V září 2009 Durban company Unlimited IT údajně postavil poštovního holuba proti jihoafrické ISP Telkom pro přenos 4 GB dat na 60 mil (97 km) dlouhou vzdálenost z Howick do Durban. Holub přenášející data na paměťové kartě dorazil s údaji za jednu hodinu osm minut, přičemž další hodinu trvalo čtení z paměťové karty. Během stejných dvou hodin bylo přeneseno pouze 4,2% dat přes ADSL spojení. Podobný experiment byl proveden v Anglii v září 2010; "pigeonnet" se také ukázal jako vynikající. V listopadu 2009 australský televizní pořad Hladové Šelmy opakoval tento experiment. Experiment spočíval v přenosu 700 MB souboru přes tři doručovací metody, aby se určilo, který bude nejrychlejší: poštovní holub s microSD kartou; auto, nesoucí USB Stick a Telstra (v Austrálii největší telekomunikační poskytovatel) ADSL linka. Data byla přepravována na vzdálenost 132 km po silnici. Holub vyhrál závod s časem přibližně po 1 hodině 5 minutách, auto skončilo druhé - po 2 hodinách a 10 minutách, zatímco na internetu se převod nedokončil.
Google použil sneakernet pro přepravu velkých souborů, například 120 TB dat z Hubbleova kosmického dalekohledu. Uživatelé Google Cloud mohou importovat data do úložiště Google Cloud Storage prostřednictvím sneakernet.
Projekt SETI@home využívá sneakernet pro překonaní omezení šířky pásma: data zaznamenaná pomocí radioteleskopu v Arecibo, Puerto Rico jsou uložena na magnetických páskách, které jsou pak dodávány do Berkeley v Kalifornii ke zpracování. V roce 2005 Jim Gray hlásil odeslání pevných disků, a dokonce i "plechové krabice s procesory" pro přepravu velkých objemů dat poštou.
The Rigsum Sherig Collection project používá sneakernet k distribuci offline vzdělávacích zdrojů, včetně Kiwix a Khan Academy na paměťových zařízeních na stovky škol a další vzdělávací instituce v Království Bhútán. Mnoho škol v Bhútánu má počítače nebo IT laboratoře, ale bez připojení k Internetu (nebo velmi pomalého). Sneakernet distribuuje asi 25 GB open-source vzdělávacího softwaru pro školy, často pomocí externích pevných disků.
Je známo, že severokorejští disidenti propašovali flash disk naplněný západními filmy a televizními pořady, do značné míry ve snaze inspirovat kulturní revoluci.
El Paquete Semanal je zhruba 1TB sestavované médium, distribuované jednou týdně po celé Kubě prostřednictvím přenosných pevných disků a USB pamětí.
V roce 2015 Amazon Web Services spustil Amazon Snowball, 50 liber (23 kg), 50 TB zařízení pro přenos dat na AWS cloud.